# Max Baer Jr.
Maximilian Adalbert „Max” Baer Jr. (ur. 4 grudnia 1937 w Oakland) – amerykański aktor, scenarzysta, producent, reżyser telewizyjny i filmowy,  występował w roli Jethro Bodine w sitcomie CBS The Beverly Hillbillies (1962-71).

## Życiorys

### Wczesne lata
Urodził się w Oakland w Kalifornii jako syn boksera, zawodowego mistrza świata wagi ciężkiej Maximilliana Adalberta „Maxa” Baera (1909-1959) i Mary Ellen (z domu Sullivan; 1903-1978). Jego ojciec był niemieckiego, żydowskiego i szkocko-irlandzkiego pochodzenia. Miał brata Jamesa Manny’ego (1941–2009) i siostrę Maude Baer (ur. 1943). Jego stryjek Buddy Baer był też zawodowym bokserem.
Uczęszczał do średniej szkoły katolickiej Christian Brothers High School w Sacramento, gdzie odnosił sukcesy w sporcie, w tym dwa razy zdobył tytuł juniora w golfie Sacramento Open. Grał z Charlie Siffordem, później w 1968 wygrał turniej Andy Williams - San Diego Open. Następnie uzyskał tytuł licencjata na wydziale zarządzania biznesem na prywatnym jezuickim Santa Clara University.

### Kariera
W 1949 roku zadebiutował na scenie Blackpool Pavilion w Anglii w przedstawieniu Opowieść o trzech niedźwiadkach Roberta Southeya. W 1960 roku podpisał kontrakt z Warner Bros. i występował w telewizyjnych serialach takich jak Maverick, Surfside 6, Hawaiian Eye, Cheyenne, The Roaring 20s, czy 77 Sunset Strip. Przełomem okazała się rola Jethro Bodine w sitcomie CBS The Beverly Hillbillies (1962-71). 
Po występie w serialach Vacation Playhouse i Love, American Style, zagrał postać sierżanta Luthera Liskella w westernie Rogera Cormana Czas zabijania (A Time for Killing, 1967) z udziałem Glenna Forda, Harrisona Forda, George’a Hamiltona i Todda Armstronga. Był scenarzystą i producentem dramatu Macon County Line (1974), gdzie zagrał zastępcę szeryfa Reeda Morgana.
30 lipca 1966 poślubił Joanne Kathleen Hill. Jednak w roku 1971 doszło do rozwodu. Był związany z aktorkami porno - Christy Canyon, Misty Regan, Giną Gianetti i Tracey Adams, a także z modelką Jeanne Carmen oraz aktorkami: Donną Douglas, Kathy Kersh (1962), Jane Wald (1965) i Victorią Principal (1970).